# Julius Gessinger
Julius Gessinger (Kupferzell, 11 de junho de 1899 —  Schwäbisch Hall, 15 de dezembro de 1986) foi um compositor alemão.

## Vida e obra
Julius Gessinger era filho de um mestre pintor. Depois de se formar como professor no Lehrerseminar de Heilbronn, estudou nos conservatórios de Stuttgart e Leipzig, sob a tutela de Max von Pauer (piano), Max Hochkofler (regência), Sigfrid Karg-Elert e Hermann Grabner (composição). Entre 1925 e 1930, Gessinger atuou como diretor musical acadêmico e regente coral na cidade de Elbing, na Prússia Oriental (atualmente Elbląg, na Polônia). Mais tarde foi pedagogo musical e regente em Stuttgart, e a partir de 1938 atuou em escolas de diversos tipos na região de Hohenlohe, onde prestou uma significativa contribuição ao cancioneiro regional em dialeto francônio.
Suas composições incluem uma missa em latim, música de câmara, peças para piano, para coro e para orquestra. Suas composições nas formas de Lied e de canção popular são de especial relevância. Nas suas numerosas canções, assim como em suas demais obras de forma pequena, destacam-se sua inventividade, sua preferência pelo uso de contraponto e imitação, e sobretudo o carater cantável. É isso que expressa um de seus lemas: "Polifonia, mas cantada com o coração".